# Kaslo (Columbia Britannica)
Kaslo è un villaggio della provincia canadese della Columbia Britannica, nel Kootenays. Si trova a 70 km a nord di Nelson, con vista sul Lago Kootenay.
Secondo il censimento del 2024, il villaggio aveva 1.148 abitanti.

## Storia
Il villaggio fu fondato nel 1892 come insediamento legato all'estrazione dell'argento nel Kootenay.
Nel 1893, Kaslo ottenne lo status di autogoverno locale
Nel 1941, durante la Seconda guerra mondiale, Kaslo era una delle città scelte per l'internamento di canadesi-giapponesi. Nel 1942, almeno 964 canadesi-giapponesi furono internati a Kaslo, prima di essere trasferiti a New Denver nel 1946.
Nel 1959, invece, Kaslo venne incorporato come villaggio.